# Губернатор (фільм)
«Губернатор» — радянський художній фільм 1991 року, знятий режисером Володимиром Макеранцем.

## Сюжет
Росія. 1905 рік. Невелике повітове місто. Перед будинком губернатора зібралися страйкарі-робітники з дружинами та дітьми. Натовп шумить, з губернатора намагаються зірвати погони, його помічники насилу витягують його з натовпу і ведуть до будинку. У вікна летить каміння. Губернатор виходить на балкон, дістає хустку. Солдати, що стоять в оточенні, нервуються, і необережний помах хустки губернатора розцінюють як наказ відкрити вогонь. Наслідок — гинуть 47 людей. Губернатор як істинний патріот не може воювати проти свого народу. І ставши, свідомо чи мимоволі, винуватцем загибелі людей, чекає за це неминучої розплати.

## У ролях
- Борис Хімічев — губернатор
- Іван Краско — головна роль
- Сергій Варчук — роль другого плану
- Олександр Волхонський — роль другого плану
- Наталія Ковальова — роль другого плану
- Тамара Вороніна — роль другого плану
- Олексій Петров — роль другого плану
- В'ячеслав Кириличев — роль другого плану
- Леонід Балуєв — епізод
- Володимир Лисенков — епізод
- Сергій Лазарев — епізод
- Андрій Неустроєв — епізод
- Ігор Письменний — епізод
- Василь П'янков — епізод
- Ігор Незлобинський — епізод
- В. Степанов — епізод
- Костянтин Іванов — епізод
- Олег Комаров — епізод

## Знімальна група
- Режисер — Володимир Макеранець
- Сценарист — Леонід Порохня
- Оператор — Микола Банько
- Композитор — Олександр Пантикін